# Trogon de Sclater
Trogon chionurus
Espèce
Statut de conservation UICN

 LC  : Préoccupation mineure
Le Trogon de Sclater ou Trogon de Panama (Trogon chionurus) est une espèce d'oiseaux de la famille des Trogonidae.

## Habitat et répartition
Cet oiseau vit dans les forêts tropicales humides du Chocó, depuis le Panama, en passant par l'ouest de la Colombie, jusqu'à l'ouest de l'Équateur.